# Brenthis
Brenthis es un género de insectos lepidópteros perteneciente a la familia Nymphalidae. 

## Especies
- Brenthis daphne (Denis & Schiffermüller, 1775) -  laurel
- Brenthis hecate (Denis & Schiffermüller, 1775)
- Brenthis ino (Rottemburg, 1775)
- Brenthis mofidii Wyatt, 1969